# Torri del silenzio

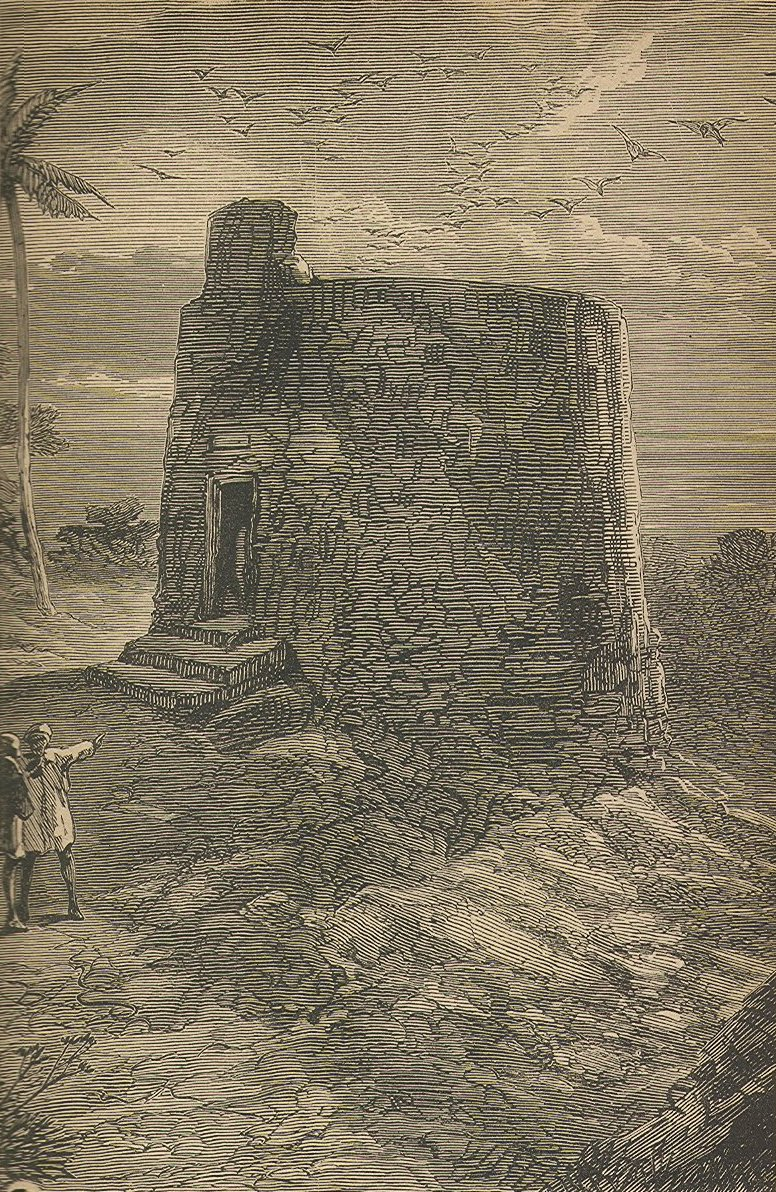
Incisione di una torre del Silenzio zoroastriana del XIX secolo a Mumbai.

Le torri del silenzio (in persiano دخمه‎, dakhmeh; note anche in hindi come Chil Ghar, in farsi come Burj Khāmūshān e Tower of Silence in inglese) sono strutture funerarie dello zoroastrismo, religione sviluppatasi durante l'Impero persiano achemenide nel VII-VI secolo a.C. ad opera del profeta Zaratustra (Zoroastro per i greci).

## Descrizione
Si tratta di impalcature di legno e argilla alte da 10 a 30 metri, che sostengono una piattaforma esposta ai venti. Servono per la eliminazione dei cadaveri, che vengono esposti agli elementi atmosferici e divorati dagli uccelli rapaci (tendenzialmente grifoni). La piattaforma ha una circonferenza rialzata e inclinata verso l'interno, tre cerchi concentrici talvolta suddivisi in celle, e ha al suo centro un'apertura o un pozzo. Le ossa rimanenti vengono gettate dentro il pozzo fino a riempirlo completamente. Qui i cadaveri vengono disposti da speciali addetti, i Nāsāsālar (letteralmente, “coloro che si prendono cura di ciò che è impuro”), gli unici che hanno la facoltà di toccare i morti: gli uomini vengono sistemati nel cerchio esterno, le donne in quello mediano e i bambini in quello più interno.
Il rituale delle torri del silenzio è oggi sempre più a rischio a causa di due enormi problemi: la sovrappopolazione e la estrema scarsità di avvoltoi.  Nonostante la comunità Parsi abbia stanziato 200.000 euro l'anno per l'acquisto e l'allevamento di avvoltoi specificamente addestrati, sono sempre più numerosi i fedeli che optano per il cimitero o la cremazione.
Il cadavere è considerato impuro, perché appena dopo la morte viene invaso da demoni(daeva in persiano)  e spiriti che rischiano di contaminare non soltanto gli uomini retti, ma anche gli elementi. Il fuoco è sacro, e pertanto non può essere contaminato, rendendo impossibile il ricorso alla cremazione. Non si ricorre nemmeno alla sepoltura perché anche la terra era sacra, non si gettavano neppure nelle acque, perché anch'esse sacre.
Lo zoroastrismo, presente essenzialmente nella corte e nell'aristocrazia persiana, oltre che nella classe sacerdotale durante il periodo di massimo splendore di tale paese, quello achemenide, partico e sasanide, cedette il posto all'islam, portato dai conquistatori arabo-musulmani tra il VII e l'VIII secolo, ma sopravvive ancor oggi in Iran e piccole e in floride comunità dell'India di parsi.

## Esempi di torri del silenzio
- A circa 15 km da Yazd vi è un famoso sito chiamato Dakhmeh-ye Zartoshtiyun oggi non più in uso.
- Bombay. Dietro alla collina dei "Giardini Sospesi" si trovano le "Torri del silenzio" dove i Parsi ancor oggi espongono i cadaveri per la scarnificazione. Il parco funebre si trova sulla collina residenziale di Malabar Hill.
- Pune, Calcutta, Bangalore e nello Stato indiano del Gujarat.